# Gramophone Company
Gramophone Company Limited (The Gramophone Co. Ltd.) - британська звукозаписна компанія заснована Емілем Берлінером, одна з перших звукозаписних компаній, засновник лейбла His Master's Voice (HMV) і європейська філія американської компанії Victor Talking Machine Company . У 1931 компанія об’єдналася з Columbia Graphophone Company, утворивши Electric and Musical Industries Limited (EMI), проте назва «The Gramophone Company Limited» збереглася у Великобританії до 1970-х років.

## Історія

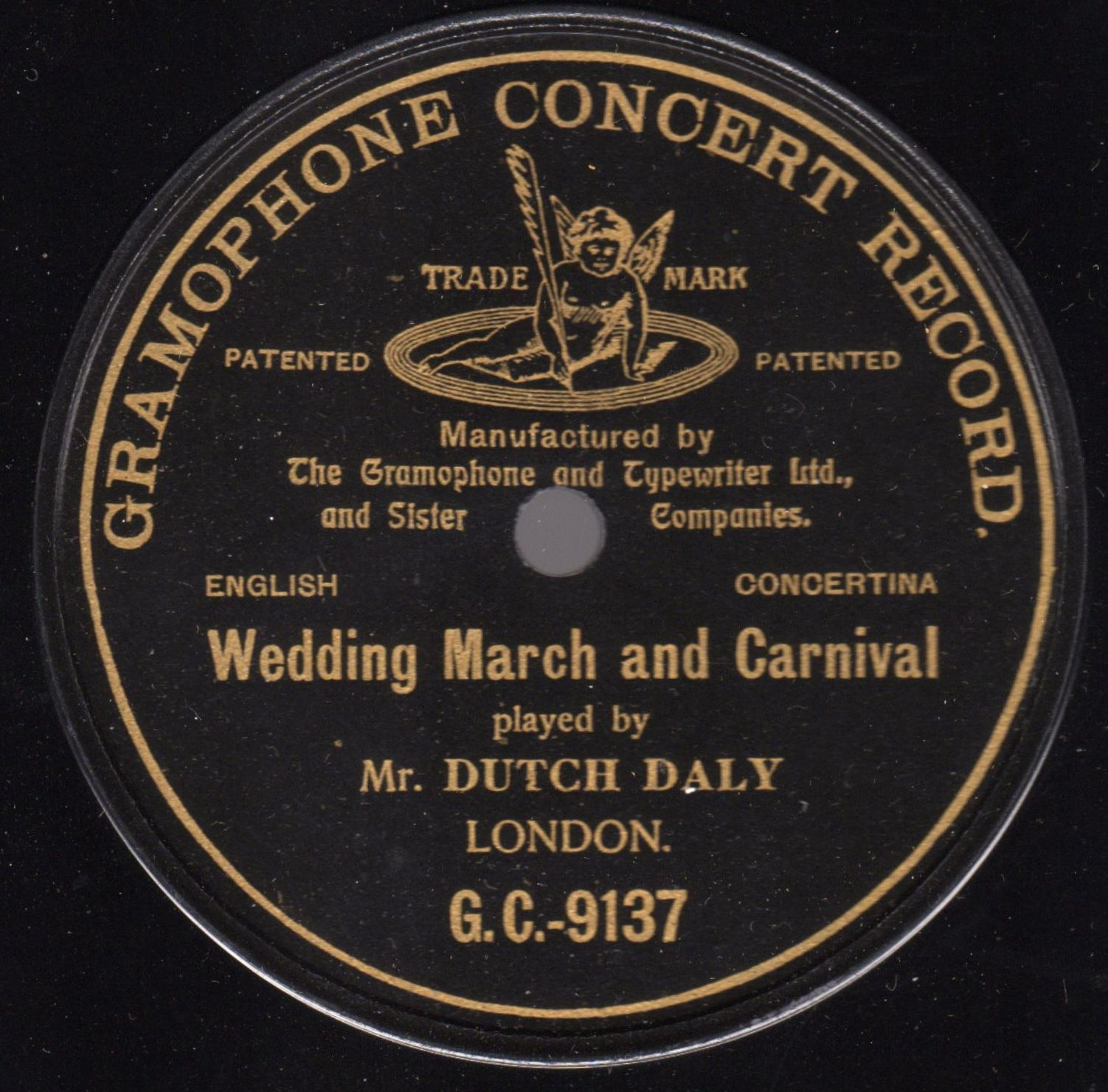
Ранній лейбл Gramophone з оригінальною торговою маркою "Recording Angel".

Компанія Gramophone була заснована у квітні 1898 року Вільямом Баррі Оуеном та Едмундом Тревором Ллойдом Вінном Вільямсом на замовлення Еміля Берлінера в Лондоні, Англія. 
Оуен діяв як агент Еміля Берлінера, винахідника грамплатівки, а Вільямс забезпечував фінансування. Більшість перших дисків компанії було виготовлено в Ганновері, Німеччина, на заводі, яким керували члени родини Берлінера, хоча завод мав свої підприємства по всьому світу. 
У 1898 році Фред Гайсберг переїхав із США до Лондона, щоб створити першу студію запису дисків у Європі. Серед ранніх виконавців, записаних ним, була Сірія Ламонт, австралійська сопрано, чий сингл «Coming through the Rye» був одним із перших у світі. У грудні 1900 року Оуен отримав права на виробництво Lambert Typewriter Company, а Gramophone Company на кілька років була перейменована в Gramophone & Typewriter Ltd. Це була спроба диверсифікувати бізнес-модель у відповідь на серію судових позовів Едісона Белла . 

### Судові позови
Berliner Gramophone Company найбільше постраждала від судового процесу, в якому був задіяний співробітник Національної грамофонної компанії Френк Сімен. Будучи найнятий на посаду дистриб'ютора Gramophone Company, Френк Сімен почав випускати гірші за якістю платівки під назвою Zonophone і продавати їх замість платівок компанії Gramophone. У відповідь Берлінер розірвав свій контракт з Національною грамофонною компанією, а ті, в свою чергу, подали до суду за порушення контракту.
У 1900 році американський концерн Gramophone програв позов про порушення патентних прав, поданий Columbia Records і Zonophone, і йому більше не дозволяли випускати записи в США.
Угода дозволила Columbia самостійно виробляти дискові записи в Сполучених Штатах, що вони почали робити в 1901 році, а UK Gramophone Company та інші продовжували робити це за межами США. Еміль Берлінер заснував Berliner Gramophone у Монреалі, де став канадським дистриб’ютором Victor і володів правами в Канаді на товарний знак «His Master’s Voice».

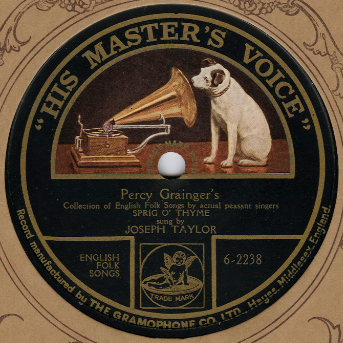
Рання етикетка Gramophone із торговою маркою HMV

### Зміна логотипу
У лютому 1909 року компанія представила нові лейбли з відомою торговою маркою «His Master's Voice» (HMV), проте офіційно The Gramophone Company ніколи не була відома як HMV. Картина «Голос його господаря» була написана в 1890-х роках із собакою Ніппером, який слухає циліндровий фонограф Едісона. У 1899 році Оуен купив картину у художника Френсіса Барро і попросив його розфарбувати машину Едісона та замінити її грамофоном, що він і зробив. У 1900 році Еміль Берлінер придбав права США на картину, і в 1901 році вона стала торговою маркою компанії Victor Talking Machine Company . Права Великобританії на логотип були зарезервовані Gramophone. Собака Ніппер жив з 1884 по 1895 рік і в Англії вшановується знаменитою могилою. 

## Українські записи
Gramophone Company здійснили один з перших записів української хорової музики - пісня "Засвіт встали козаченьки" у виконанні хору Медведевої 1899 року
Відомі 6 записів цього лейбла Соломії Крушельницької, здіснені у 1920-1903 роках..